# Canlers
Canlers – miejscowość i gmina we Francji, w regionie Hauts-de-France, w departamencie Pas-de-Calais.
Według danych na rok 1990 gminę zamieszkiwało 161 osób, a gęstość zaludnienia wynosiła 44 osób/km² (wśród 1549 gmin regionu Nord-Pas-de-Calais Canlers plasuje się na 1048. miejscu pod względem liczby ludności, natomiast pod względem powierzchni na miejscu 792.).